# José Herrero Berrendero
José Herrero Berrendero (Fuencarral, Madrid, 10 de gener de 1934) va ser un ciclista espanyol que fou professional entre 1955 i 1962. Treballà com a gregari especialment per a Federico Bahamontes. No va obtenir cap victòria encara que si va pujar al podi en proves com la Volta a Catalunya de 1959 o la Barcelona-Madrid.
Era cosí del també ciclista Julián Berrendero.

## Palmarès
- 1959
  - 3r a la Volta a Catalunya
- 1960
  - 3r a la Barcelona-Madrid

### Resultats al Tour de França
- 1959. Abandona (13a etapa)
- 1960. 81è de la classificació general

### Resultats a la Volta a Espanya
- 1958. 39è de la classificació general
- 1959. 36è de la classificació general
- 1961. 47è de la classificació general
- 1962. 41è de la classificació general